# Palacio Branciforte
El Palacio Branciforte es un palacio del siglo XVI ubicado en el centro histórico de Palermo. Desde 2012 es sede de la Fundación Sicilia.

## Historia
El palacio fue construido durante el siglo XVI cerca de Castello a Mare, y fue la primera residencia privada del Conde de Raccuja. A principios del siglo XVII fue comprado por Giuseppe Branciforte, príncipe de Pietraperzia. Para esa época era una de las residencias nobles más suntuosas de la ciudad.
El palacio ha sufrido varias reformas durante los últimos dos últimos siglos. Las intervenciones que no siempre han respetado el núcleo y la estructura original. Las primeras obras tuvieron lugar en 1801 cuando el edificio era la sede del Monte di Santa Rosalia (adquirido a finales del siglo XVIII, la familia Branciforte se había trasladado a otro edificio, el Palacio Marina). Se derribaron los balcones de las dos fachadas del edificio y las ventanas fueron cerradas con rejas de hierro. Cambios más importantes se produjeron en 1848 después de los daños causados por un incendio provocado por el cañoneo durante la revolución siciliana anti borbónica del 17 de enero. Muchas de las bóvedas se derrumbaron y muchos muebles y objetos terminaron reducidos a cenizas. La ejecución de las obras de ordenamiento supuso la deformación de algunos elementos, la desaparición de las columnas de mármol a causa del cierre por los nuevos muros, la falta de restauración de las losas entre el primer y segundo piso, entornos y más. Monte Santa Rosolia fue luego adquirido por la Sicilcassa.
En 1943, durante la Segunda Guerra Mundial, se produjeron grandes daños luego de un bombardeo estadounidense que dañó el patrimonio artístico y arquitectónico de Palermo. El edificio Branciforte surgió con el colapso de la logia superior sur en el patio interno (nunca restaurado), pero aún en pie.
Los últimos cambios a la estructura se produjeron después de la guerra, con la transformación en oficinas de Sicilcassa que en 1991 la convirtió en la sede de su fundación, la Fundación Lauro Chiazzese. Con la adquisición de Cassa, pasó a ser propiedad del Banco de Sicilia en 1997, para luego ser adquirida el 30 de diciembre de 2005 por la Fundación Banco de Sicilia (ahora Fundación Sicilia) que había incorporado la Fundación Chiazzese en 2004.

## El palacio después de la restauración
Tras una renovación, iniciada en 2008 por Gae Aulenti, el edificio fue reabierto al público el 23 de mayo de 2012. Los trabajos de restauración supusieron la restauración de la vía interior que conectaba los dos accesos, el establo y los jardines: ambientes que habían sido dañados por diversos bombardeos. Entre las partes más valiosas del edificio destaca la estructura de madera que albergaba la casa de empeño de Santa Rosalía, formada por estanterías hasta el techo. Todo el trabajo de restauración costó dieciocho millones de euros. La inauguración tuvo lugar en presencia del presidente de Italia, Giorgio Napolitano, quien también visitó la exposición fotográfica, ubicada en el interior del edificio, sobre Giovanni Falcone y Paolo Borsellino con motivo del vigésimo aniversario de su muerte.